# 讷维莱莱巴东维莱
讷维莱莱巴东维莱（法語：Neuviller-lès-Badonviller，法語發音：[nøvile lɛ badɔ̃vile]，意为“巴东维莱附近的讷维莱”）是法国默尔特-摩泽尔省的一个市镇，位于该省东南部，属于吕内维尔区。

## 地理
讷维莱莱巴东维莱（48°31'3"N, 6°52'26"E）面积5.75 平方千米，位于法国大東部大區默尔特-摩泽尔省，该省份为法国东北部内陆省份，是洛林的一部分，北邻比利时、卢森堡，北起顺时针与摩泽尔省、下莱茵省、孚日省和默兹省接壤。
与讷维莱莱巴东维莱接壤的市镇（或旧市镇、城区）包括：昂塞尔维莱、巴东维莱、布雷梅尼勒、蒙特勒。
讷维莱莱巴东维莱的时区为UTC+01:00、UTC+02:00（夏令时）。

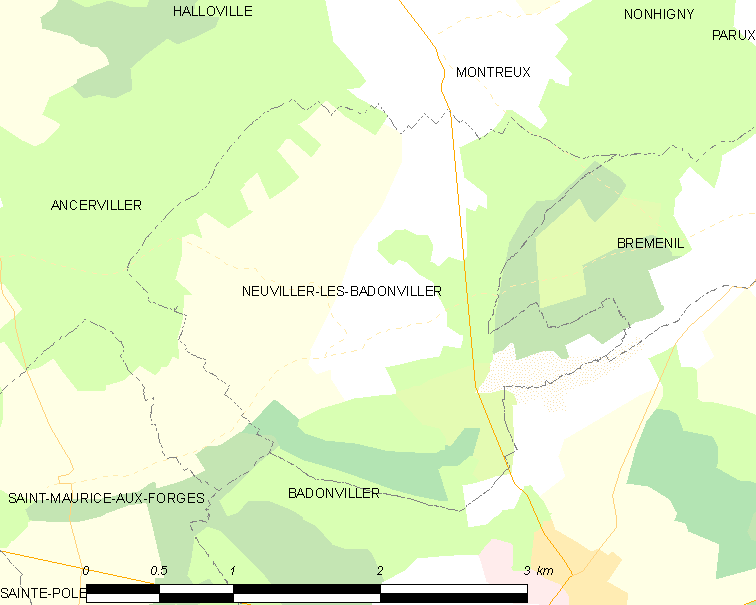
讷维莱莱巴东维莱的OSM定位图

## 行政
讷维莱莱巴东维莱的邮政编码为54540，INSEE市镇编码为54398。

## 政治
讷维莱莱巴东维莱所属的省级选区为巴卡拉县。

## 人口

1962-2008年间讷维莱莱巴东维莱人口变化图示

讷维莱莱巴东维莱于2022年1月1日时的人口数量为92人。